# Stenjevac
Stenjevac (en serbe cyrillique : Стењевац) est un village de Serbie situé dans la municipalité de Despotovac, district de Pomoravlje. Au recensement de 2011, il comptait 593 habitants.

## Démographie

### Évolution historique de la population
| 1948 | 1953  | 1961  | 1971  | 1981  | 1991 | 2002 | 2011 |
| ---- | ----- | ----- | ----- | ----- | ---- | ---- | ---- |
| 906  | 1 012 | 1 023 | 1 197 | 1 020 | 947  | 737  | 593  |

|  |